# Peraphyllum ramosissimum
Peraphyllum ramosissimum – gatunek z monotypowego rodzaju roślin Peraphyllum z rodziny różowatych. Jego zasięg obejmuje zachodnią część Stanów Zjednoczonych, gdzie rośnie w stanach: Oregon, Utah, Idaho, Kalifornia, Kolorado, Nevada, Nowy Meksyk. Występuje na suchych zboczach wzniesień na rzędnych od 500 do 3000 m n.p.m. w zbiorowiskach z jałowcami, sosnami i kserofitycznymi dębami. Kwitnie wiosną, po rozwinięciu liści, a owocuje latem. Rozpoznawalny jest z powodu wąskich liści, drobnych kwiatów i żółtopomarańczowych owoców jabłkowatych o gorzkim smaku.

## Morfologia
PokrójKrzew osiągający do 2 m wysokości. Pędy pojedyncze do kilkudziesięciu, podnoszące się, zwykle silnie rozgałęzione, słabo owłosione. Obecne są długopędy i krótkopędy. Krzewy nie są cierniste.
LiścieSezonowe, skupione na końcach pędów. Przylistki drobne, całobrzegie lub piłkowane, trójkątne, przylegające do ogonka liściowego i nasady blaszki, szybko odpadające. Ogonek liściowy bardzo krótki lub jego brak. Blaszka liścia eliptyczna do równowąskiej, osiąga od 1 do 6 cm długości i od 0,4 do 1,2 cm szerokości. Jest skórzasta, całobrzega lub drobno piłkowana, z rzadkimi włoskami.
KwiatyRozwijają się zwykle na krótkopędach pojedynczo lub w wierzchotkach skupione po 2–3. Szypułki osiągają do 2 cm długości. Kieliszka brak. Hypancjum lejkowate i nagie, o średnicy do 4 mm. Działki kielicha w liczbie 5, wzniesione lub rozpostarte, trójkątne, o długości do 5 mm. Płatków korony jest 5, mają one barwę białą lub różowawą, są zaokrąglone do jajowatych. Korona osiąga do 2 cm średnicy. Pręcików jest od 15 do 20 i są one krótsze od płatków. Zalążnię tworzą dwa lub trzy owocolistki połączone ze sobą i hypancjum, z powodu fałszywych przegród tworzą 4–6 komór. Szyjki słupka w liczbie odpowiadającej liczbie owocolistków osadzone są szczytowo.
OwoceJabłkowate, kuliste do elipsoidalnych, o długości od 0,8 do 1,8 cm, żółtopomarańczowe, z trwałymi działkami kielicha i słupkami. Zawierają od 1 do 6 nasion.

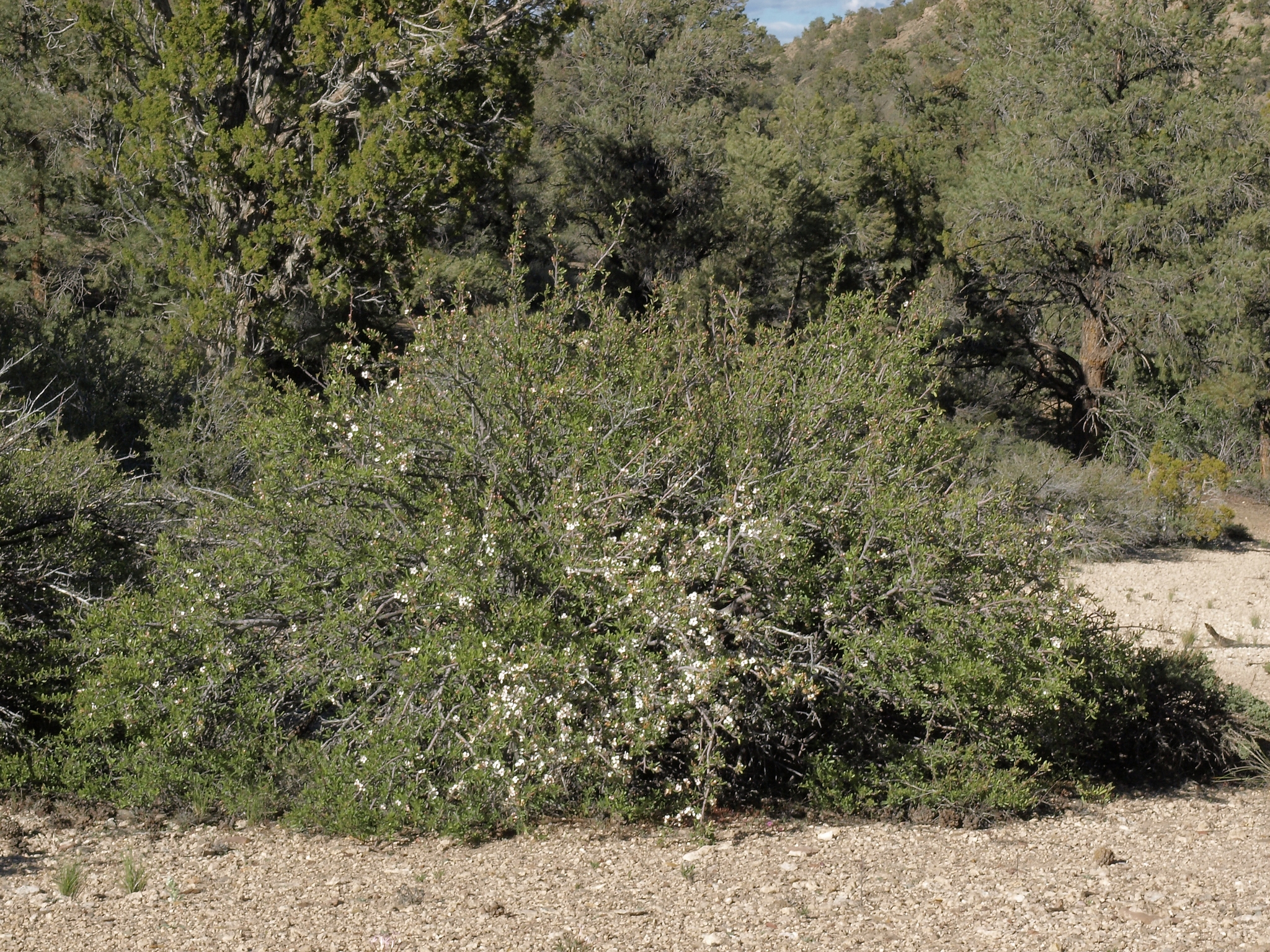
Pokrój
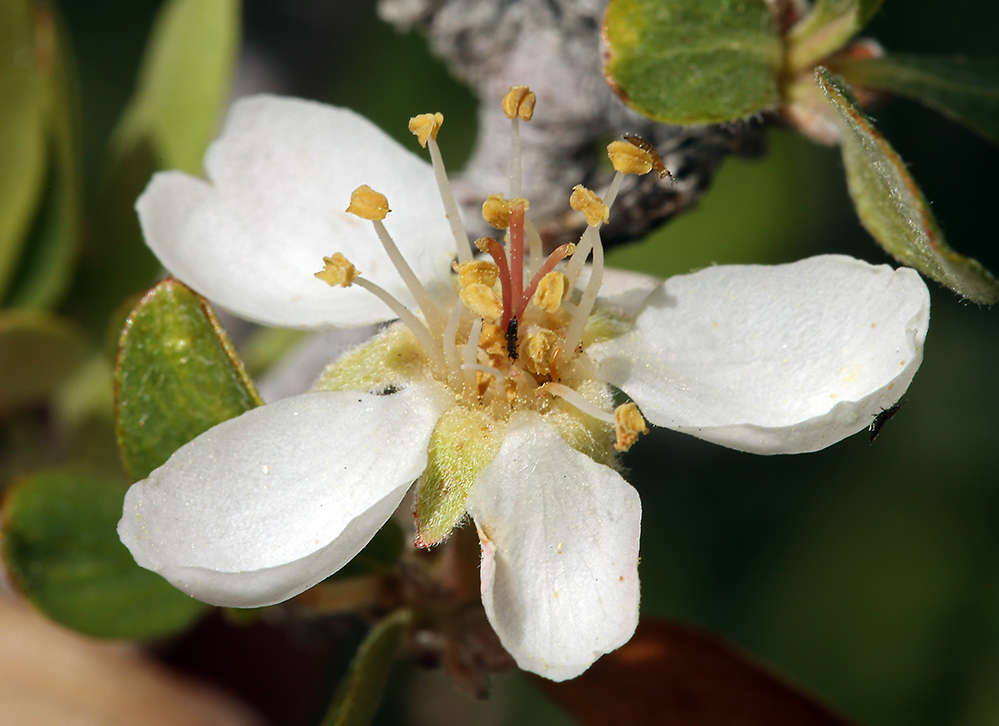
Kwiat
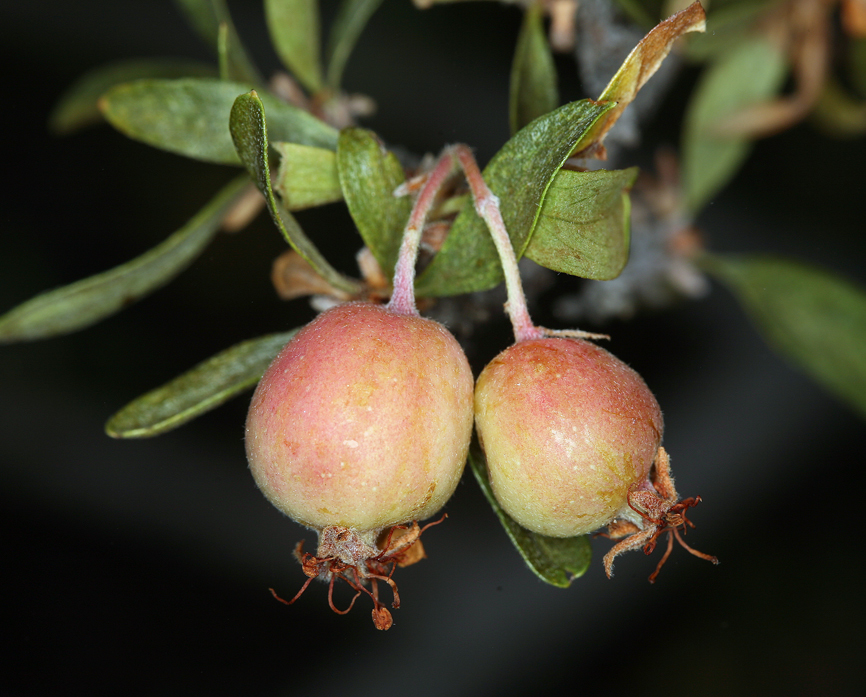
Owoce

## Systematyka
Gatunek z monotypowego rodzaju Peraphyllum Nuttall in J. Torrey and A. Gray, Fl. N. Amer. 1: 474. 1840. Rodzaj zaliczany jest do podplemienia Malinae z plemienia Maleae w obrębie podrodziny Amygdaloideae Arnott w rodzinie różowatych Rosaceae. Jest blisko spokrewniony z rodzajem świdośliwa Amelanchier (są to taksony siostrzane). W niektórych ujęciach gatunek ten bywa włączany do rodzaju Amelanchier.